# Live 2007
Live 2007 è un album live dei Nomadi, registrato con la Omnia Symphony Orchestra il 6 e 7 aprile 2007 presso il PalaBrescia di Brescia. All'interno sono presenti due brani inediti registrati in studio, "Ci vuole un senso" e "La mia terra".
È presente anche una versione DVD, che può esser acquistata insieme ai due CD nella loro edizione a tiratura limitata, oppure separatamente. 

## Tracce
Disco 1
1. Ci vuole un senso   (4' 09")   - inedito studio
2. In piedi   (4' 52")
3. La vita che seduce   (4' 34")
4. Non è un sogno   (3' 54")
5. Sangue al cuore   (6' 36")
6. Con me o contro di me   (3' 46")
7. L'aviatore   (4' 09")
8. Immagini   (4' 03")
9. Trovare Dio   (5' 04")
10. La voglia di posare   (4' 16")
11. Dove si va   (3' 49")
12. Io voglio vivere   (5' 54")
13. Se non ho te   (4' 03")
14. Ophelia   (3' 34")
15. Noi non ci saremo   (3' 14")
16. La collina   (6' 27")
17. Ti lascio una parola (goodbye)   (5' 11")

Disco 2
1. La mia terra   (4' 05")   - inedito studio
2. Il destino   (2' 33")
3. Una storia da raccontare   (3' 14")
4. Un pugno di sabbia   (4' 06")
5. Stella cieca   (3' 31")
6. Oriente   (4' 42")
7. Asia   (7' 42")
8. La libertà di volare   (3' 57")
9. L'ultima salita   (4' 42")
10. Confesso   (3' 33")
11. Auschwitz   (5' 14")
12. Amore che prendi amore che dai   (4' 07")
13. Ho difeso il mio amore   (4' 38")
14. Jenny   (3' 46")
15. Canzone per un'amica   (5' 11")
16. Dio è morto   (2' 30")
17. Io vagabondo   (3' 34")

## Formazione
- Danilo Sacco: Voce, Chitarra
- Beppe Carletti: Tastiere
- Cico Falzone: Chitarre
- Massimo Vecchi: Basso, Voce
- Daniele Campani: Batteria
- Sergio Reggioli: Violino

Omnia Symphony Orchestra
- Composta da 78 musicisti e diretta dal maestro Bruno Santori

## Classifiche
| Classifica | Posizione |
| ---------- | --------- |
| Italia     | 2         |